# Luzes de Marfa

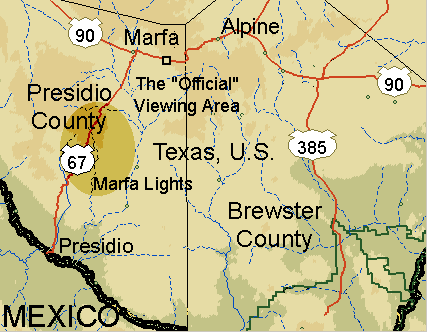
A elipse laranja mostra aonde as luzes de Marfa podem serem vistas

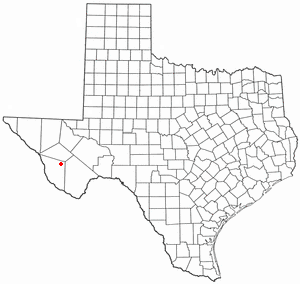
Marfa, Texas é uma cidade americana localizada em.

As luzes de Marfa, também conhecidas como luzes fantasmas de Marfa, foram observadas perto da US Route 67, no Mitchell Flat, a leste de Marfa, Texas, nos Estados Unidos. A fama surgiu quando observadores atribuíram o evento como paranormal com vistas para fantasmas, UFOs, ou fogo fátuo, etc no local de observação. No entanto, a pesquisa científica sugere que a maioria, se não todos, são reflexos atmosféricos de faróis de automóveis e fogueiras.

## Visão geral
De acordo com Judith Brueske, "As luzes de Marfa no oeste do Texas têm sido chamadas de muitos nomes ao longo dos anos, como luzes fantasmas, luzes estranhas, luzes misteriosas ou luzes Chinati. O lugar favorito para ver as luzes é nas margens da rodovia Highway 90, a cerca de 14 quilômetros a leste de Marfa... "As luzes são na maioria das vezes relatadas como luzes distantes e distantes das luzes do rancho e faróis de automóveis na rodovia Highway 67 (entre Marfa e Presidio, para o sul) principalmente por seus movimentos extravagantes".
Robert e Judy Wagers definem "as clássicas luzes de Marfa" como sendo as que são vistolas a sudoeste do seu centro de avistamento, o Marfa Lights Viewing Center (MLVC). Eles definem a margem esquerda da área de visualização como sendo alinhada ao longo da torre da Big Bend Telephone Company, conforme vista da MLVC, e a margem direita definida pelo Chinati Peak (ponto mais alto do condado vizinho), conforme vista da MLVC.
Referindo-se ao Marfa Lights View Park, a leste de Marfa, James Bunnell afirma: "você pode ver esferas de luz misteriosas subitamente aparecerem acima da folhagem do deserto. Essas bolas de luz podem permanecer estacionadas enquanto pulsam com intensidade que varia de fraca a um brilho quase cegante. Então, novamente, estas luzes fantasmagóricas podem disparar através do deserto... Ou realizar divisões e fusões. As cores claras são geralmente amarelo-laranja, mas também são vistos outras colorações, incluindo verde, azul e vermelho. Marfa Mystery Lights (MLs) geralmente voam acima da vegetação do deserto, mas abaixo das mesas de fundo."

## História
O primeiro relato publicado das luzes apareceu na edição de julho de 1957 da revista Coronet. Em 1976, Tales of the Big Bend , de Elton Miles, incluiu histórias que datam do século 19, e uma fotografia das luzes de Marfa tiradas por um fazendeiro local.:25
A mais antiga curiosidade comumente citada sobre a observação das luzes de Marfa é a do peão Robert Reed Ellison, em março de 1883. Isso foi enquanto ele estava pastoreando o gado pelo Passo Paisano, sudoeste, através da planície de Marfa. As luzes foram relatadas em 1885 por Joe e Anne Humphreys. Ambas as histórias aparecem no livro A História de Marfa e Condado de Presidio, de Cecilia Thompson , Texas, 1535-1946:21–22
Bunnell alista 34 avistamentos luminosos na cidade de 1945 a 2008. Monitoramento das estações foram postas em prática a partir de 2003. Ele identificou "uma média de 9,5 MLs em 5,25 noites por ano", mas acha que as estações de monitoramento só pode ser encontrar metade dos MLs em Mitchell Flat.:261

## Explicações

### Fenômenos atmosféricos
O cético Brian Dunning observa que o designado "View Park" para as luzes, um parque à beira do caminho sul da US Route 90, a cerca de 14 km a leste de Marfa, fica no local do Aeródromo do Marfa, onde dezenas de pessoas milhares de funcionários foram posicionados entre 1942 e 1947, treinando pilotos americanos e aliados. Este campo compacto foi usado por anos como um aeroporto regional, com serviço diário de avião. Entre Marfa AAF e seus campos de satélite - cada um constantemente patrulhado por sentinelas - eles consideram improvável que qualquer fenômeno incomum permanecesse despercebido e não mencionado. Segundo Dunning, a explicação dominante é que as luzes são uma espécie de miragem causada por acentuados gradientes de temperatura entre camadas de ar frias e quentes. Marfa está localizada a uma altitude de 1.429 m acima do nível do mar e a amplitude de temperatura de 22 a 28 °C entre altas e baixas temperaturas são bastante comuns.

### Luzes de veículos
Em maio de 2004, um grupo da Sociedade de Estudantes de Física da Universidade do Texas em Dallas passou quatro dias investigando e registrando luzes observadas a sudoeste do parque usando equipamentos de monitoramento de volume de tráfego, câmeras de vídeo, binóculos e carros de corrida. O relatório fez as seguintes conclusões: 
- A US Highway 67 é visível a partir do local de visualização das luzes de Marfa.
- A frequência das luzes avistadas a sudoeste do parque de observação está correlacionada com a frequência do tráfego de veículos na US 67.
- O movimento das luzes observadas estava em linha reta, correspondendo ao US 67.
- Quando o grupo estacionou um veículo na US 67 e acendeu os faróis, isso ficou visível no parque e parecia ser uma luz de Marfa.
- um carro passando pelo veículo estacionado apareceu como uma adicional luz de Marfa no parque que se avista.

Chegaram à conclusão de que todas as luzes observadas ao longo de um período de quatro noites a sudoeste do lugar de avistamento poderiam ser confiavelmente atribuídas a faróis de automóveis viajando ao longo da US 67 entre Marfa e Presidio, Texas.

#### Análise espectroscópica
Por 20 noites em maio de 2008, cientistas da Universidade do Texas usaram equipamentos de espectroscopia para observar as luzes da estação de observação das luzes de Marfa. Eles gravaram uma série de luzes que "poderiam ter sido confundidas com luzes de origem desconhecida", mas em cada caso, os movimentos das luzes e os dados de seus equipamentos poderiam ser facilmente explicados como faróis de automóveis ou pequenos incêndios.